# Kōki Inoue
Kōki Inoue (japanisch 井上 航希 Inoue Kōki; * 20. Juni 2001 in der Präfektur Kyōto) ist ein japanischer Fußballspieler.

## Karriere
Kōki Inoue erlernte das Fußballspielen in der Jugendmannschaft des Zweitligisten Kyōto Sanga. Seinen ersten Profivertrag unterschrieb er am 1. Februar 2020 bei Azul Claro Numazu. Der Verein aus Numazu, einer Hafenstadt in der Präfektur Shizuoka, spielte in der dritten japanischen Liga. 2020 kam er in der Liga nicht zum Einsatz. Sein Profidebüt gab Kōki Inoue am 3. Juli 2021 (14. Spieltag) im Auswärtsspiel gegen Gainare Tottori. Hier wurde er in der 90.+2 Minute für Masayuki Tokutake eingewechselt.